# 허인회 (골프 선수)
허인회(1987년 7월 24일~)는 대한민국의 골프 선수이다. 금강주택 소속으로 활동하고 있다.